# Voncq
Voncq est une commune française, située dans le département des Ardennes en région Grand Est.

## Géographie
| Rilly-sur-Aisne | Semuy, Neuville-Day    | Montgon                |
| Chuffilly-Roche | Voncq                  | Bairon-et-ses-Environs |
| Grivy-Loisy     | Vrizy,Terron-sur-Aisne |                        |

Voncq domine la rive droite de l'Aisne et le canal de Vouziers (embranchement menant de Vouziers au canal des Ardennes), comme Bourcq, plus en amont sur la rive gauche.
L'éperon de Voncq permet donc de disposer d'un panorama sur cette vallée de l'Aisne et sur les Ardennes champenoises.
Voncq fut longtemps une terre de vignes, avec en particulier le vin des Gaizettes. L'existence de ces vignes est certifiée dès le XIVe siècle. Le vignoble de la vallée de l'Aisne est attaqué par la pyrale en 1840, puis par le phylloxéra dans les années 1890. En 1870, la commune compte encore quatre-vingt-treize hectares de vigne, et une vingtaine avant la guerre 1914-1918. Les destructions durant cette guerre et la concurrence des vignobles méridionaux, plus alcoolisés, plus réguliers et plus abondants, ont raison de cette culture. Un chemin des Gaisettes subsiste.
Le bourg situé de l'autre côté de la rivière est le village de Roche, village natal de Vitalie Rimbaud, la mère d'Arthur Rimbaud. Les Rimbaud y ont souvent séjourné, dans une propriété héritée de la famille.

### Hydrographie
La commune est traversée par la ligne de partage des eaux entre  les bassins hydrographiques Rhin-Meuse et Seine-Normandie. Elle est drainée par l'Aisne, la Loire, l'embranchement de Vouziers, le cours d'eau 01 de la commune de Voncq, le ruisseau de Longwé, le ruisseau de Haute Bernelle, l'Aisne, un bras de l'Aisne, l'Aisne, le ruisseau des Craquinettes, le cours d'eau 02 de la commune de Voncq et divers autres petits cours d'eau,.

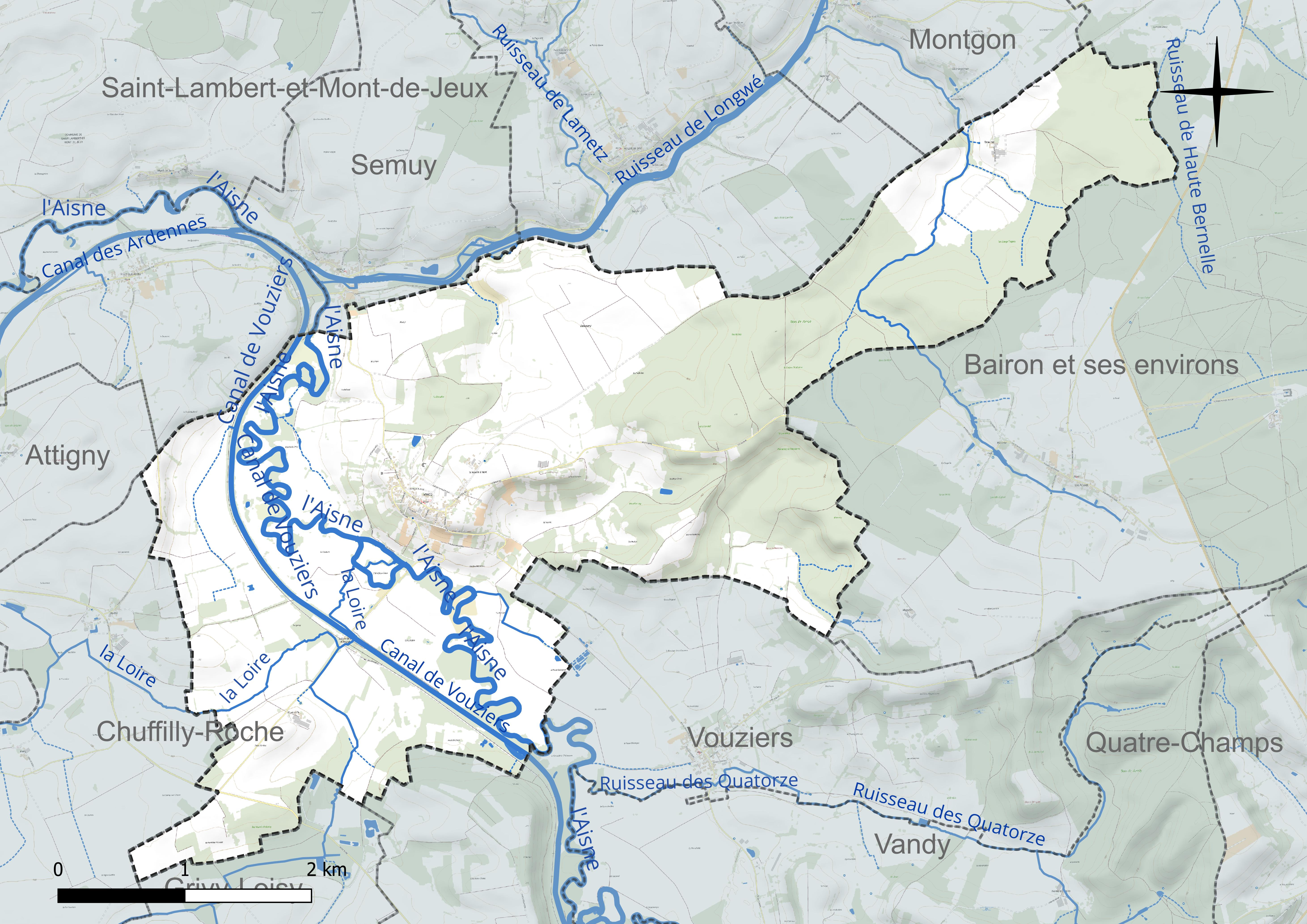
Réseau hydrographique de Voncq.

L'Aisne est un  cours d'eau naturel navigable de 256 km de longueur, traversant les cinq départements Meuse, Marne, Ardennes, Aisne, Oise. Elle est un affluent de rive gauche de l'Oise, ce qui fait d'elle un sous-affluent de la Seine. Elle traverse la commune dans sa partie nord, coulant du sud-est au nord-ouest sur une longueur d'environ 10,4 km.
La Loire, d'une longueur de 10 km, prend sa source dans la commune de Coulommes-et-Marqueny et se jette  dans l'Aisne sur la commune, après avoir traversé trois communes. 
L'embranchement de Vouziers est un canal, chenal navigable de 11.92 km. Il prend sa source dans la commune de Vouziers et se jette dans le canal des Ardennes au niveau de la commune de Rilly-sur-Aisne. 

### Climat
Pour des articles plus généraux, voir Climat du Grand Est et Climat des Ardennes.
En 2010, le climat de la commune est de type climat des marges montargnardes, selon une étude du Centre national de la recherche scientifique s'appuyant sur une série de données couvrant la période 1971-2000. En 2020, Météo-France publie une typologie des climats de la France métropolitaine dans laquelle la commune est exposée à un climat océanique altéré et est dans la région climatique  Nord-est du bassin Parisien, caractérisée par un ensoleillement médiocre, une pluviométrie moyenne régulièrement répartie au cours de l’année et un hiver froid (3 °C). 
Pour la période 1971-2000, la température annuelle moyenne est de 10,2 °C, avec une amplitude thermique annuelle de 15,8 °C. Le cumul annuel moyen de précipitations est de 852 mm, avec 13,3 jours de précipitations en janvier et 9 jours en juillet. Pour la période 1991-2020, la température moyenne annuelle observée sur la station météorologique de Météo-France la plus proche, « Saulces-Champenoises », sur la commune de Saulces-Champenoises à 12 km à vol d'oiseau, est de 11,0 °C et le cumul annuel moyen de précipitations est de 691,6 mm. 
La température maximale relevée sur cette station est de 41,1 °C, atteinte le 25 juillet 2019 ; la température minimale est de −13,9 °C, atteinte le 7 février 2012,,. 
Les paramètres climatiques de la commune ont été estimés pour le milieu du siècle (2041-2070) selon différents scénarios d'émission de gaz à effet de serre à partir des nouvelles projections climatiques de référence DRIAS-2020. Ils sont consultables sur un site dédié publié par Météo-France en novembre 2022.

## Urbanisme

### Typologie
Au 1er janvier 2024, Voncq est catégorisée commune rurale à habitat dispersé, selon la nouvelle grille communale de densité à 7 niveaux définie par l'Insee en 2022.
Elle est située hors unité urbaine. Par ailleurs la commune fait partie de l'aire d'attraction de Vouziers, dont elle est une commune de la couronne,. Cette aire, qui regroupe 45 communes, est catégorisée dans les aires de moins de 50 000 habitants,.

### Occupation des sols
L'occupation des sols de la commune, telle qu'elle ressort de la base de données européenne d’occupation biophysique des sols Corine Land Cover (CLC), est marquée par l'importance des territoires agricoles (64,7 % en 2018), une proportion sensiblement équivalente à celle de 1990 (64,5 %). La répartition détaillée en 2018 est la suivante : 
prairies (36,8 %), forêts (34 %), terres arables (18,2 %), zones agricoles hétérogènes (6 %), cultures permanentes (3,7 %), zones urbanisées (1,3 %). L'évolution de l’occupation des sols de la commune et de ses infrastructures peut être observée sur les différentes représentations cartographiques du territoire : la carte de Cassini (XVIIIe siècle), la carte d'état-major (1820-1866) et les cartes ou photos aériennes de l'IGN pour la période actuelle (1950 à aujourd'hui).

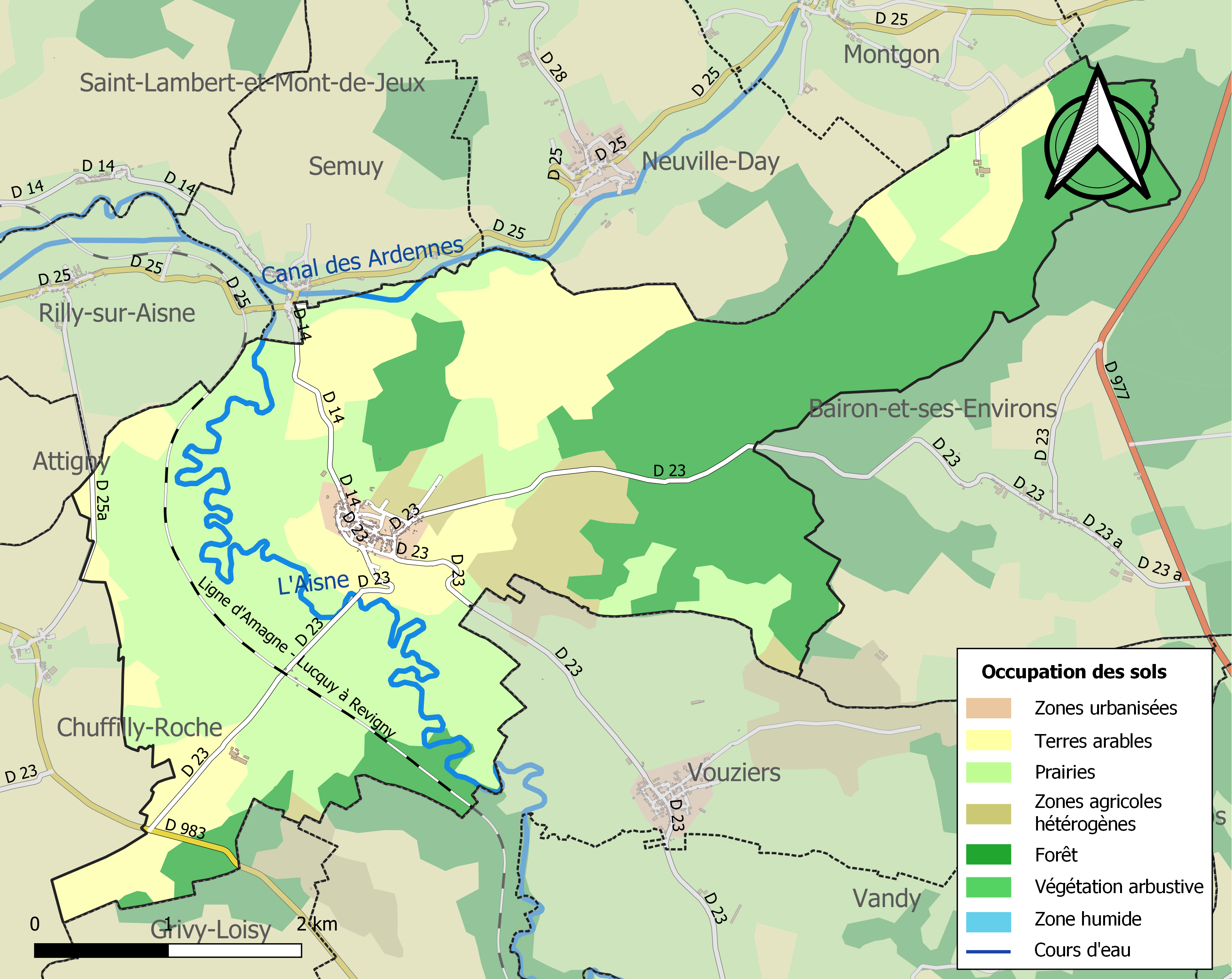
Carte des infrastructures et de l'occupation des sols de la commune en 2018 (CLC).

## Toponymie
De Vungus à l'époque romaine, le nom du bourg devient Vongum ou Vuncum aux XIe siècle et XIIe siècle, avec des variantes Wucum ou Wuechum. Puis Vonc, Von, Vonq et Vong. Dans les dernières années du XVIIIe siècle, c'est l'orthographe Voncq qui s'impose.
L'étymologie de Voncq indiquerait la « vingtième » lieue gauloise à partir de Reims.

## Histoire
Vungus, vicus gallo-romain sur la voie romaine allant de Reims à Trêves là où elle franchissait l'Aisne.
L'éperon de Voncq a retenu de tout temps l'attention des habitants de la vallée de l'Aisne. C'est ainsi que des outils néolithiques ont été trouvés sur place.
La succession de monnaies romaines trouvées en ce lieu montrent que les Romains, lorsqu'ils étaient maîtres de la Gaule, y ont habité sans discontinuité. Le village était sur la voie romaine menant de Reims à Carignan, à mi-chemin de ces deux villes.
À l'époque mérovingienne, la localité conserve une prédominance sur le pagus qui l'entoure. Au IXe siècle, c'est à la fois une place forte, une agglomération organisée (municipium Vongum d'après Flodoard) et un centre religieux avec un baptistère et deux églises. Il y a un comté de Voncq à la fin du règne de Charles II le Chauve. Cette prédominance s'estompe ensuite au profit de Rethel et Vouziers.
Après être passé de familles en familles, la plus grosse part de Voncq devient la propriété d'une branche des Pouilly au XVIe siècle. Ces Pouilly sont de religion réformée. En 1660, Gabrielle de Pouilly épouse Daniel de Sahuguet qui devient ainsi seigneur de Voncq. Daniel de Sahuguet commande les fortifications le long de la Meuse et est lieutenant au gouvernement de Sedan. Le domaine est acquis ensuite par Eugène de Béthisy aux Sahuguet.
La Révolution de 1789 fait de Voncq un chef-lieu de district, mais le canton disparaîtra à la réforme de 1800.
Le fait marquant de la période révolutionnaire est l'incendie du village par les émigrés après la bataille de Valmy. Les habitants auraient refusé de remettre foin et avoine. Dix-sept villageois sont emmenés comme otages, attachés à la queue des chevaux. Les frères Robert (l'un est maire du village, l'autre député), dont les maisons ont également brulées, défendent les intérêts du village auprès de la Convention nationale et obtiennent des aides.
La catastrophe de 1792 se reproduit en 1870. À la suite de quelques tirs de soldats français attardés sur les troupes prussiennes, un major allemand au nom français, le major Massonneau, marche sur Voncq, fait mettre pied à terre à ses hussards et, sans grande gloire, s'empare du village qui est incendié. Quelques dizaines de prisonniers sont faits : quelques soldats, mais surtout des habitants, dont des vétérans.
En 1940 à la suite de la percée de Sedan, après les combats de Stonne, une ligne de résistance se met en place le long de l'Aisne. Le territoire de Voncq est le lieu d'une contre-attaque de chars français le 9 et 10 juin. Mais le repli s'impose.

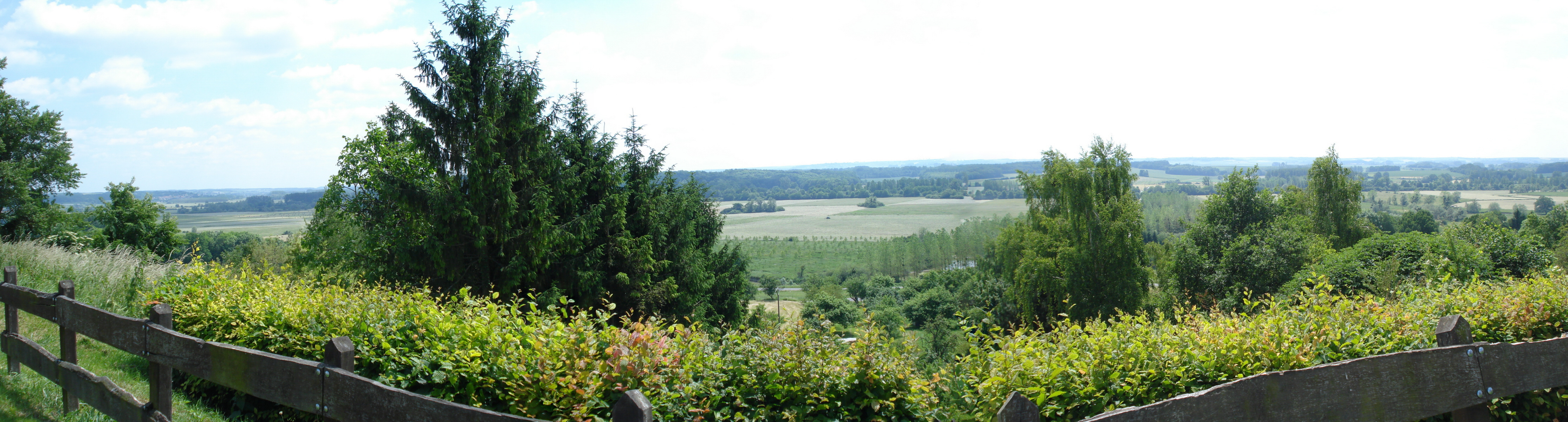
Le "Panorama de Voncq".

## Politique et administration
| Période                                  | Période                   | Identité                                            | Étiquette | Qualité  |
| ---------------------------------------- | ------------------------- | --------------------------------------------------- | --------- | -------- |
| Les données manquantes sont à compléter. |                           |                                                     |           |          |
| avant 1875                               | après 1876                | Paternotte                                          |           |          |
| mars 2001                                | mars 2008                 | Jean Cordier                                        |           |          |
| mars 2008                                | mars 2014                 | Jean-Pierre Toufflin                                |           |          |
| mars 2014                                | En cours (au 25 mai 2020) | Marie-France Kubiak Réélue pour le mandat 2020-2026 | DVD       | Employée |

## Démographie
L'évolution du nombre d'habitants est connue à travers les recensements de la population effectués dans la commune depuis 1793. Pour les communes de moins de 10 000 habitants, une enquête de recensement portant sur toute la population est réalisée tous les cinq ans, les populations de référence des années intermédiaires étant quant à elles estimées par interpolation ou extrapolation. Pour la commune, le premier recensement exhaustif entrant dans le cadre du nouveau dispositif a été réalisé en 2006.

En 2022, la commune comptait 211 habitants, en évolution de −3,21 % par rapport à 2016 (Ardennes : −2,97 %, France hors Mayotte : +2,11 %).
| 1793  | 1800  | 1806  | 1821  | 1831  | 1836  | 1841  | 1846  | 1851  |
| ----- | ----- | ----- | ----- | ----- | ----- | ----- | ----- | ----- |
| 1 002 | 1 065 | 1 140 | 1 152 | 1 100 | 1 134 | 1 091 | 1 072 | 1 052 |

| 1866 | 1872 | 1876 | 1881 | 1886 | 1891 | 1896 | 1901 | 1906 |
| ---- | ---- | ---- | ---- | ---- | ---- | ---- | ---- | ---- |
| 937  | 818  | 798  | 774  | 787  | 712  | 726  | 694  | 630  |

| 1911 | 1921 | 1926 | 1931 | 1936 | 1946 | 1954 | 1962 | 1968 |
| ---- | ---- | ---- | ---- | ---- | ---- | ---- | ---- | ---- |
| 560  | 459  | 450  | 428  | 412  | 324  | 395  | 377  | 334  |

| 1975 | 1982 | 1990 | 1999 | 2006 | 2011 | 2016 | 2021 | 2022 |
| ---- | ---- | ---- | ---- | ---- | ---- | ---- | ---- | ---- |
| 296  | 245  | 223  | 238  | 224  | 227  | 218  | 213  | 211  |

## Culture locale et patrimoine

### Lieux et monuments
- Église Notre-Dame classée monument historique en 1920[30].
- Moulin de la Tortue : un ancien moulin à farine avec barrage et la roue sont sur le cours du ruisseau de Longwé qui marque la limite entre les communes de Voncq et de Neuville-Day.

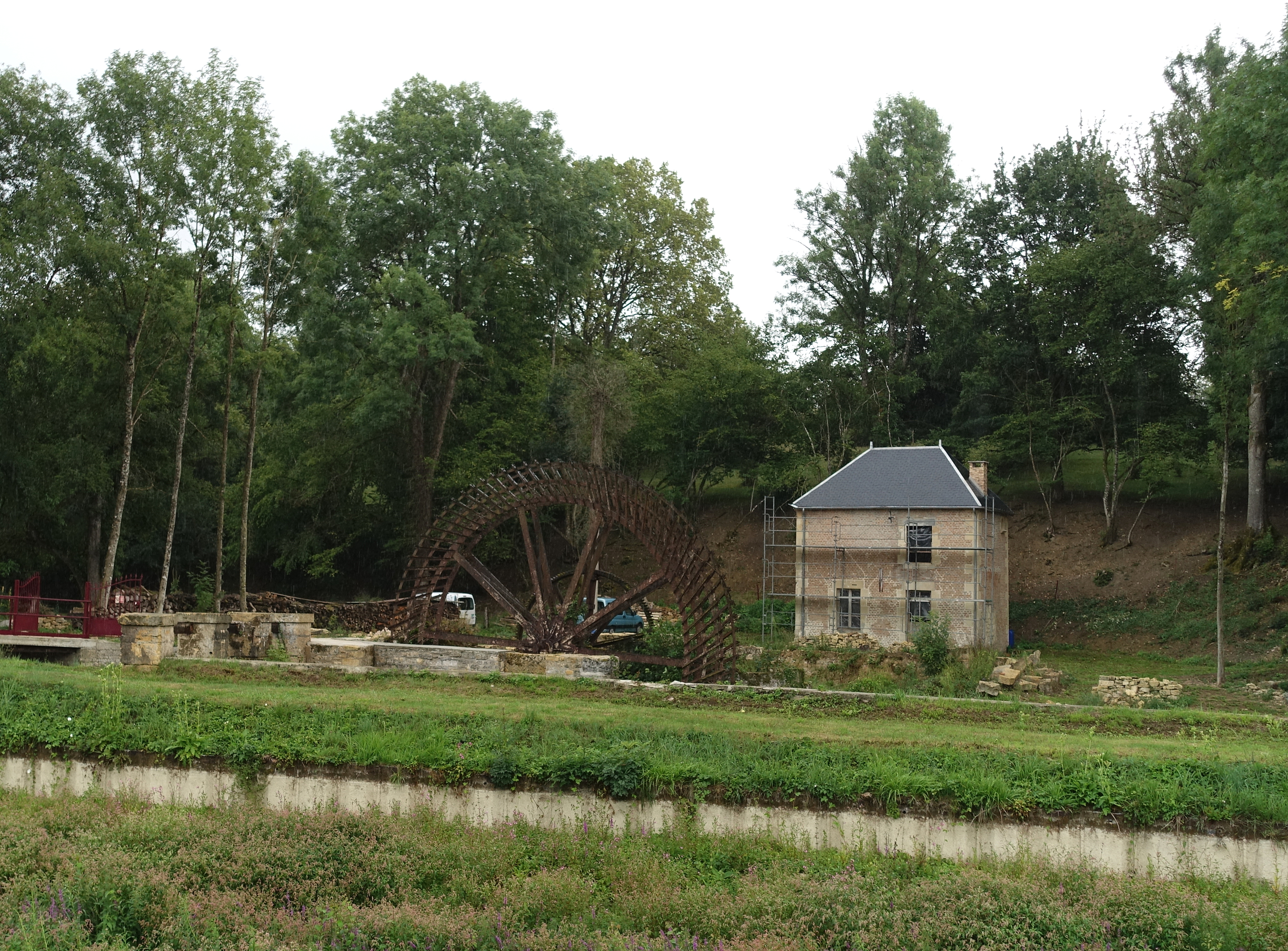
Moulin de la Tortue
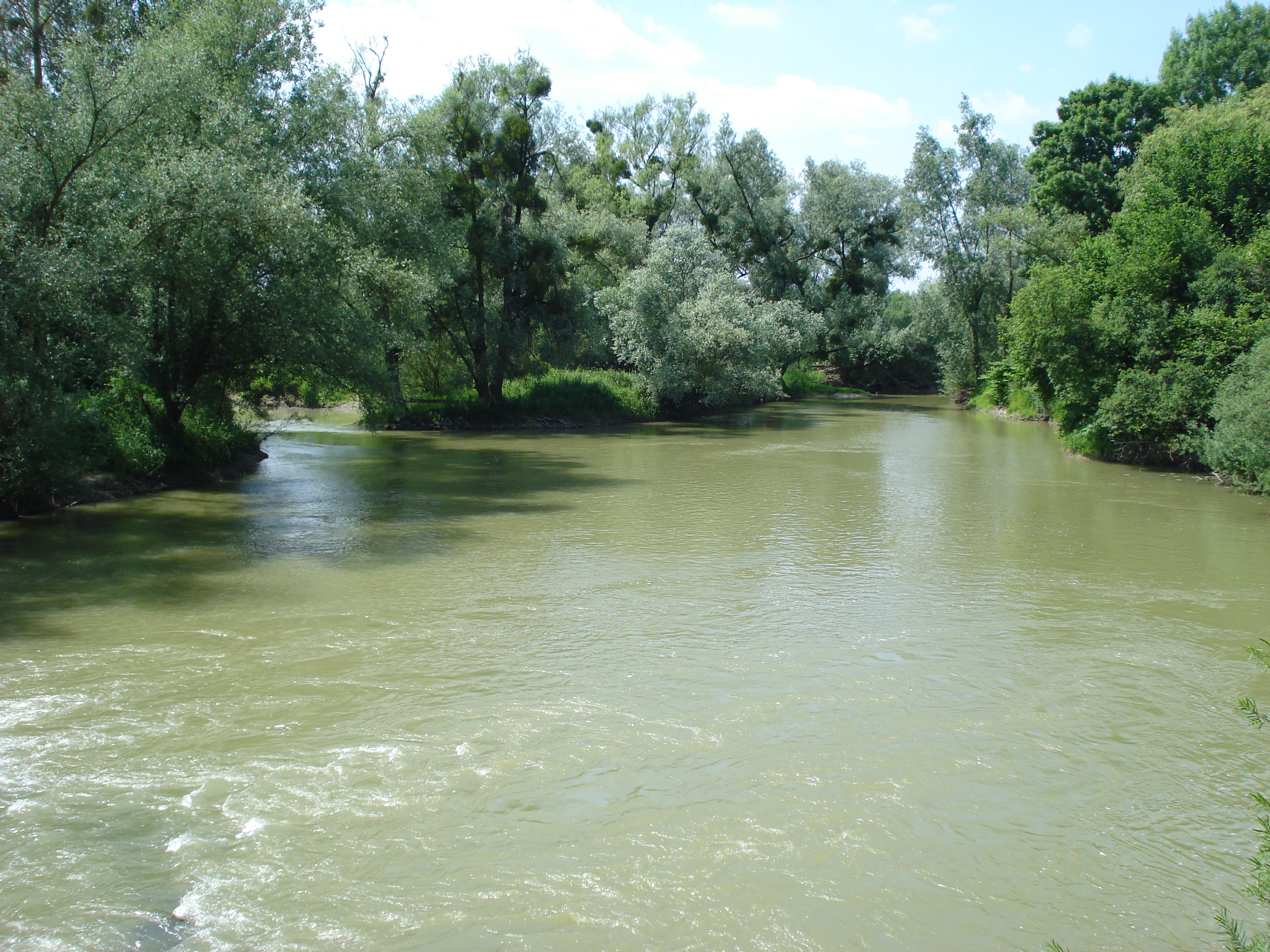
L'Aisne à Voncq.
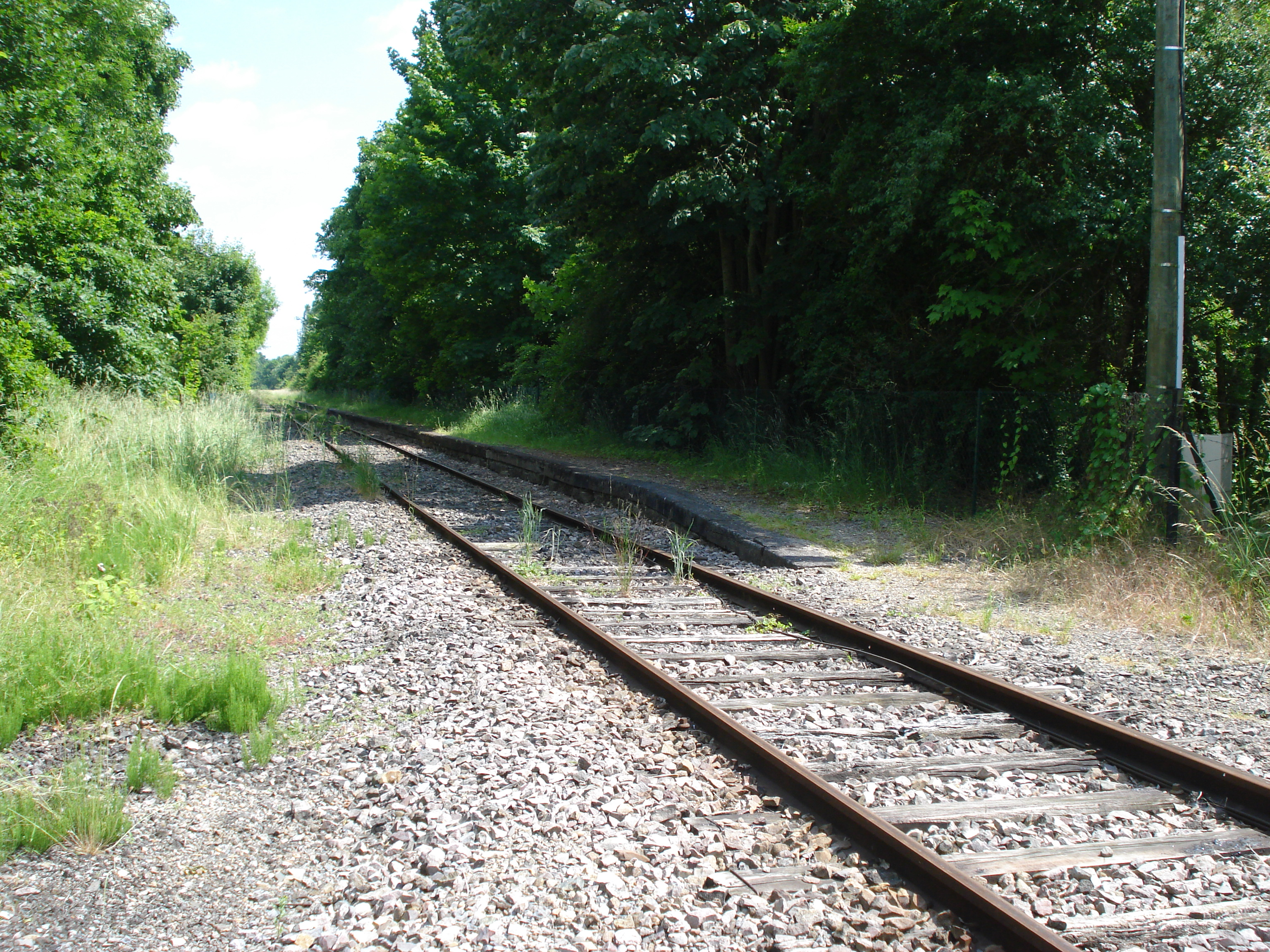
Quai Rimbaud à la gare de Voncq/Roche.
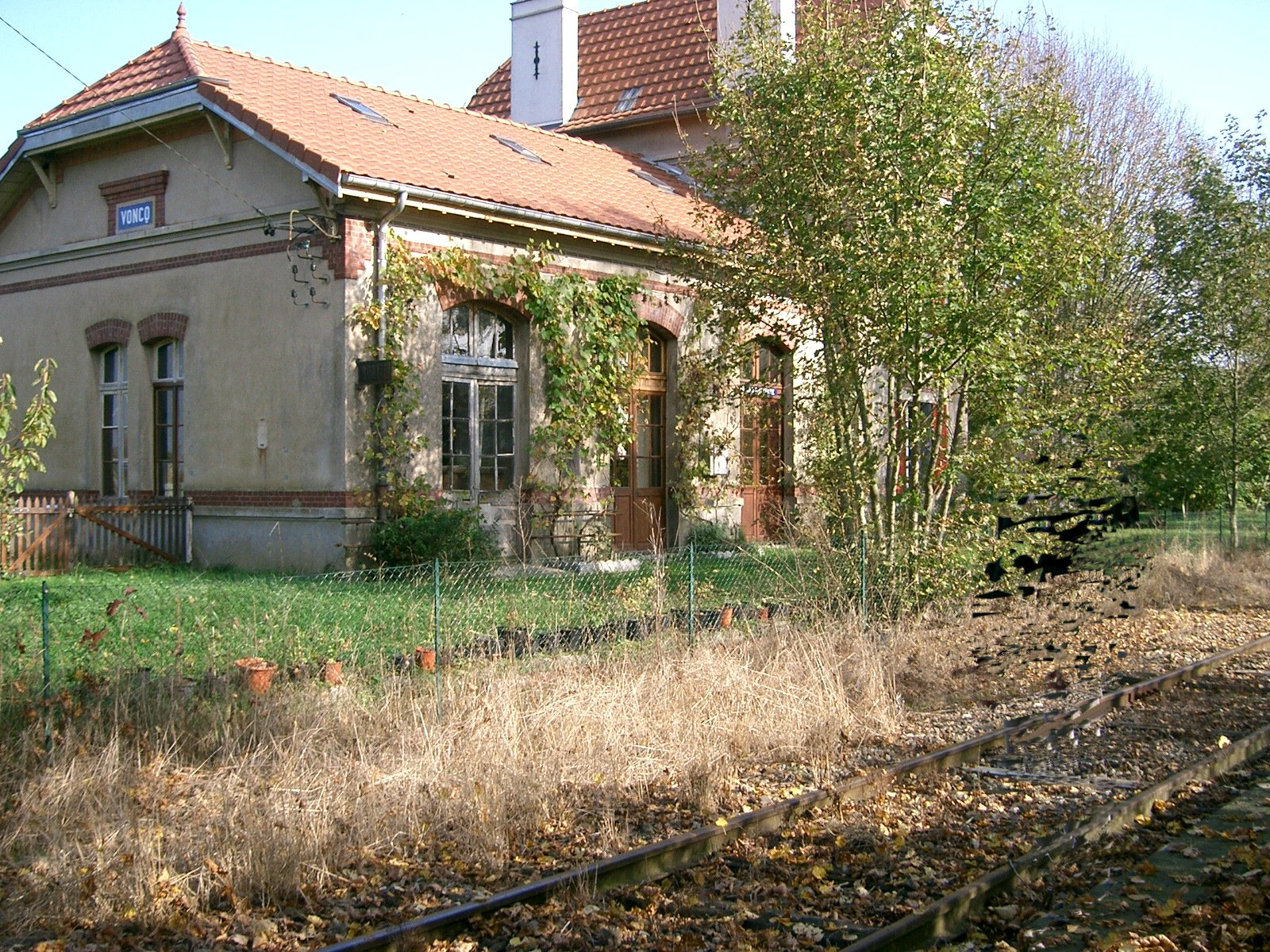
Gare de Voncq (et de Roche) en bas de la colline, à proximité du canal.
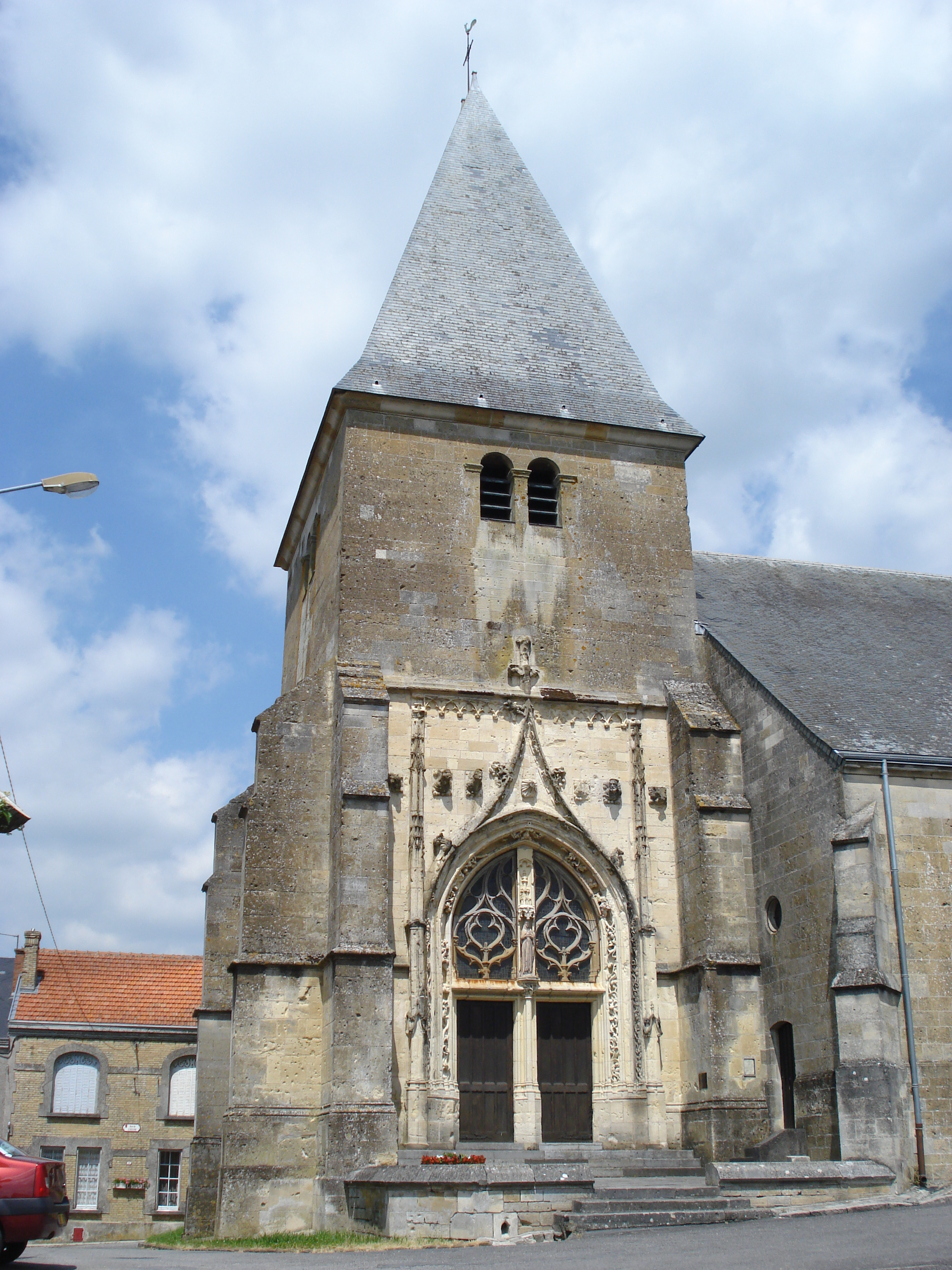
Église Notre-Dame de Voncq.

### Personnalités liées à la commune
- Eugène de Béthisy (1656-1721), général, marquis de Mézières, il avait acquis la part la plus significative de la seigneurie de Voncq.
- Michel Robert (13 avril 1738, Voncq - 20 septembre 1796, Voncq), homme politique, député des Ardennes à la Convention.
- Marie-François-Xavier-Joseph-Hubert Robert (12 mai 1781 à Voncq - 23 janvier 1849 à Paris), homme politique, député du 4e collège collège des Ardennes.
- Léon Robert (1813-1887), député de la deuxième puis de la troisième République, maire de Voncq, y est né.
- Arthur Rimbaud (1854-1891), poète, il emprunta à de multiples reprises la gare de Voncq, pour partir ou revenir au village de Roche, de l'autre côté de l'Aisne. Il y passa notamment quelques heures, le 24 juillet 1891, arrivant de Marseille, amputé d'une jambe, quelques mois avant sa mort, attendant sa sœur pour se faire conduire à la ferme familiale. Il en repartit le 23 août pour son ultime voyage, pour l'hôpital de Marseille.
- Robert de La Myre-Mory (1898-1940), homme politique français, député du Lot-et-Garonne, est mort au combat à Voncq en 1940.

### Héraldique
| Armes de Voncq | Les armes de Voncq se blasonnent ainsi : De gueules aux cinq annelets d’or ordonnés en sautoir. |